# La Luz de Juárez, Guerrero
La Luz de Juárez är en ort i Mexiko.   Den ligger i kommunen Tlalixtaquilla de Maldonado och delstaten Guerrero, i den sydöstra delen av landet, 230 km söder om huvudstaden Mexico City. La Luz de Juárez ligger 1 400 meter över havet och antalet invånare är 1 255.
Terrängen runt La Luz de Juárez är kuperad. Runt La Luz de Juárez är det glesbefolkat, med 19 invånare per kvadratkilometer. Närmaste större samhälle är Tlahuapa, 17,8 km söder om La Luz de Juárez. I omgivningarna runt La Luz de Juárez växer huvudsakligen savannskog.